# Rathaus Schneeberg
Das Rathaus der Stadt Schneeberg im sächsischen Erzgebirgskreis wurde 1852 fertiggestellt und danach mehrfach umgestaltet. Das Gebäude ist der Sitz der Stadtverwaltung und der dritte Rathausbau in der Geschichte der Stadt. Seit 2006 befindet sich ein Porzellan-Glockenspiel in seinem Turm.

## Geschichte

### Vorläuferbauten
Ein erster Verwaltungsbau für die Ratsherren von Schneeberg wurde 1527 nach Plänen und unter Leitung des Stadtbaumeisters Fabian Lobwasser begonnen, während eines Stadtbrandes 1543 unterbrochen und 1548 vollendet. Das Gebäude wurde am Südrand des großen Marktes errichtet. Für den Bau verwendete man Materialien aus dem Steinbruch am Keilberg und von den Sieben Feldern sowie maßgerecht behauene Steine aus einem Steinbruch bei Planitz. 1548 war der Ausbau des Amtshauses noch nicht abgeschlossen, 1551 und 1552 gab es weitere dokumentierte Arbeiten an dem Gebäude. Der Turm wurde 1579 fertiggestellt. Mit der von Kurfürst Johann Georg II. von Sachsen 1665 in Kraft gesetzten „Ratsverfassung“ erhielt Schneeberg das Stadtrecht. 
Im Rathaus befanden sich eine Apotheke, eine Steuereinnahmestelle, eine Bergamtsstube, ein Gesellschafts- und Konzertsaal, eine Trinkstube, das Amtsgericht, die Ratswaage (zur Kontrolle des Handelsgeschehens auf dem Marktplatz) und das Gefängnis. Im Parterre waren kleine Verkaufseinrichtungen untergebracht.

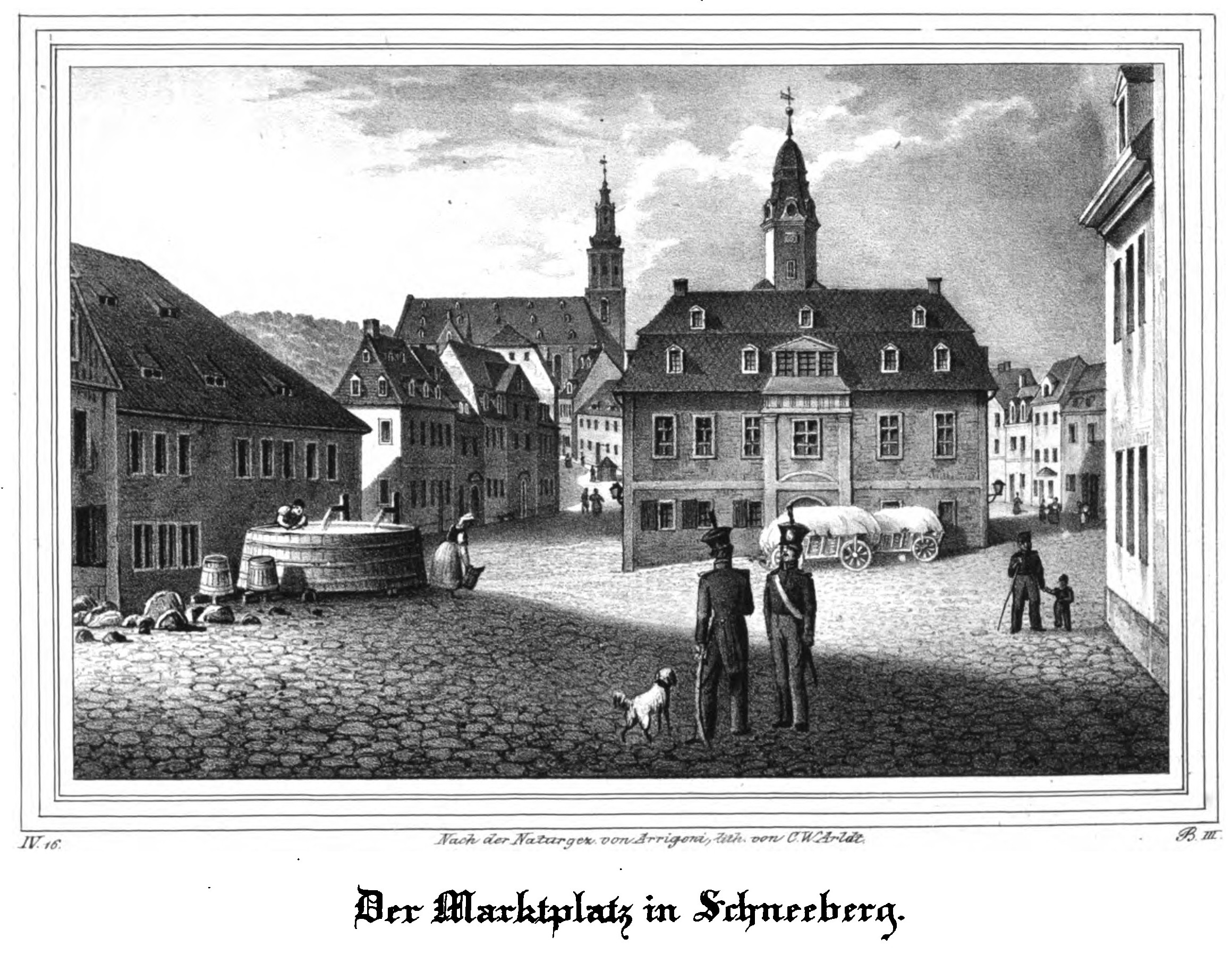
Barockes Rathaus von Schneeberg im Jahr 1839 mit dem Markt im Vordergrund

Nachdem das Haus beim großen Stadtbrand 1719 zerstört worden war, ließen es die Bürger der Stadt bis 1723 auf den vorherigen Grundmauern im Barockstil wieder aufbauen. Es besaß auf der Süd- und auf der Nordseite jeweils einen mittigen zweiachsigen Risaliten mit einem Erkerabschluss im zweiten Stockwerk. Das Dach gestaltete man abgewalmt mit zwei Reihen Gauben. Der sechseckige Turm endete in Ziergiebeln, zwischen denen eine Laterne mit einem gewölbten Dach den Turmabschluss bildete.
Eine Brandstiftung am 8. November 1849 führte zu einer erneuten vollständigen Zerstörung des Gebäudes.

### Neubau
Man beschloss, am alten Standort und mit dem vorherigen Grundriss ein größeres und repräsentativeres Rathaus im Stil der Neogotik zu errichten. Die unter der Leitung von Johann Anton Wetzel vorgenommenen Bauarbeiten wurden 1852 fertiggestellt. In den Jahren 1910–1912 gestalteten die Dresdner Architekten Schilling & Graebner das Innere im damals beliebten Jugendstil um. Bei den Bombenabwürfen auf die Stadt am Ende des Zweiten Weltkriegs blieben der Markt und das Ratsgebäude verschont.
Heute (Stand: Frühjahr 2012) befinden sich im Schneeberger Rathaus ein Bürgerbüro, das Standesamt, das Ordnungsamt, eine Touristinformation und der Ratskeller.

### Architektur und Ausstattung
Die Grundfläche des Rathauses beträgt 40 mal 25 Meter. Im Norden und im Süden gibt es je einen Eingang und im Westen einen Nebeneingang. Das Bauwerk ist in drei Etagen über einem Kellergeschoss errichtet worden und besitzt einen zentralen Uhrenturm. Die Fassade ist in pastellfarbenem Putz mit weiß abgesetzten Lisenen gehalten. Der Rathausgrundbau weist jeweils ein komplett um den Baukörper herumgeführtes Gesims unterhalb der Fensterreihen des ersten und zweiten Stockwerks auf. Aufgrund des schrägen Baugrundes besitzt das Rathaus auf der Nordseite im Erdgeschoss kleinere Fenster. Das Bauensemble mit seinem Interieur steht unter Denkmalschutz.
Der Rathausturm mit einer rechteckigen Grundfläche von etwa 5 mal 7 Metern strebt mittig über dem Südflügel des Gebäudes bis in eine Höhe von 32 Metern. Unter dem Balkon an der Turmfront ist ein farbiges reliefartiges Stadtwappen an der Fassade angebracht, das 1852 in der Eisengießerei Lattermann in Morgenröthe gegossen wurde und 1323 Mark kostete. Erst später erhielt es seinen farbigen Anstrich. In dem Balkon-Turmzimmer wurde 2006 ein Glockenspiel eingebaut und feierlich in Betrieb genommen. Der rechteckige Turm reicht bis in etwa 15 Meter Höhe, wo er von einem vierseitigen offenen Umgang begrenzt wird. Hiernach setzt er sich als symmetrischer achteckiger schmalerer Turm fort, in dessen Wände Spitzbogenfenster und eine nach vier Seiten sichtbare Turmuhr mit einem Schlagwerk aus drei Bronzeglocken eingearbeitet sind. Der Turm besitzt am oberen Ende einen zinnenartigen Umgang und wird mittig von einem mit Kupferblech verkleideten Kegeldach abgeschlossen. 

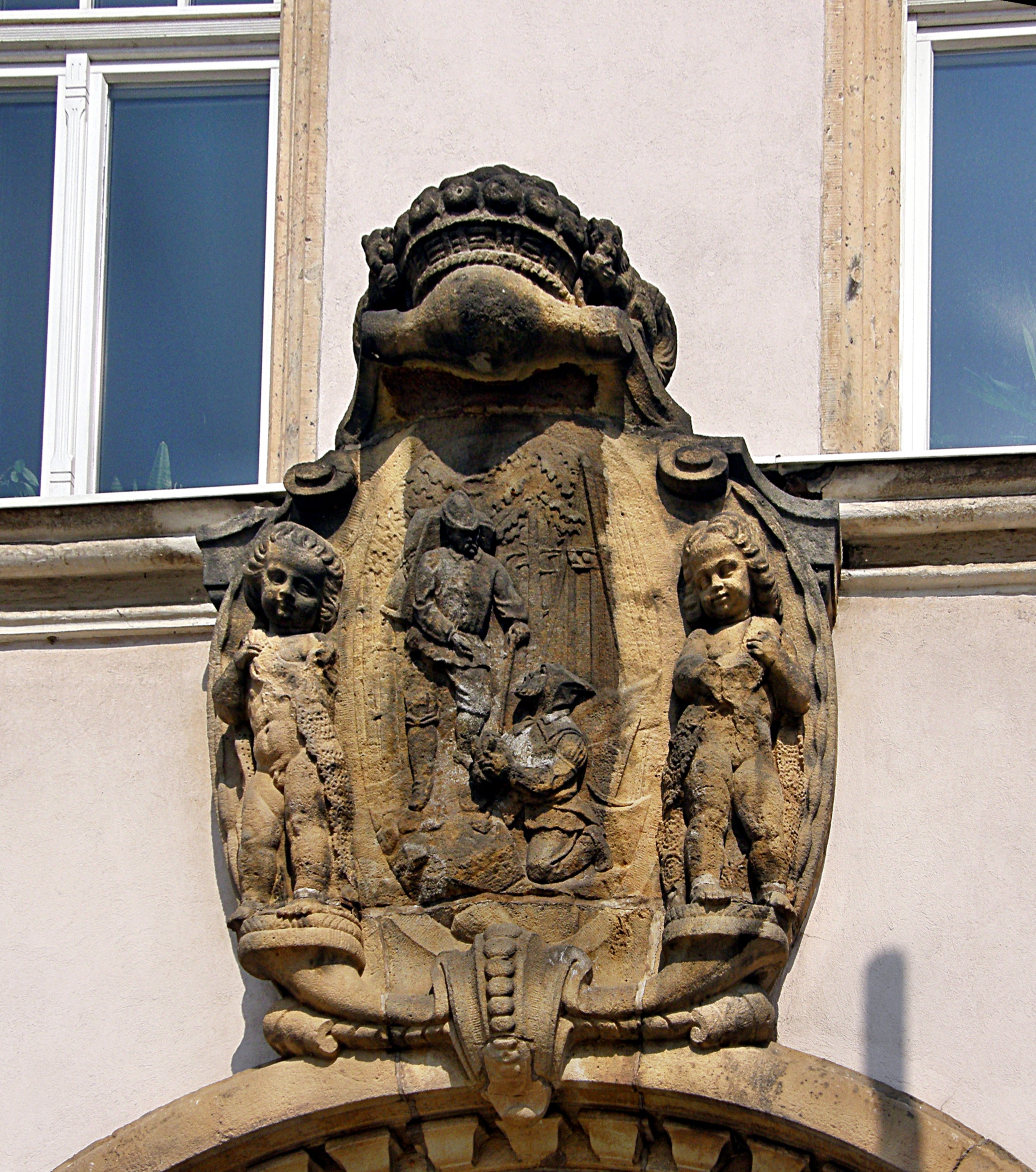
Kartusche über Eingang

Über dem bogenförmigen Eingangsportal an der Südseite ist auf einem Sandsteinrelief in einer Kartusche die Sage von der Gründung Schneebergs dargestellt. Ein Bergmann (mit einer Kaue und einem „Eisensteinbrocken“ in den Händen) klagt einem durstigen und hungrigen Wandersmann (mit Hucke) sein Leid, dass der Abbau kaum etwas einbringe. Umrandet wird die Darstellung von zwei Spitzen klöppelnden
Putten. 

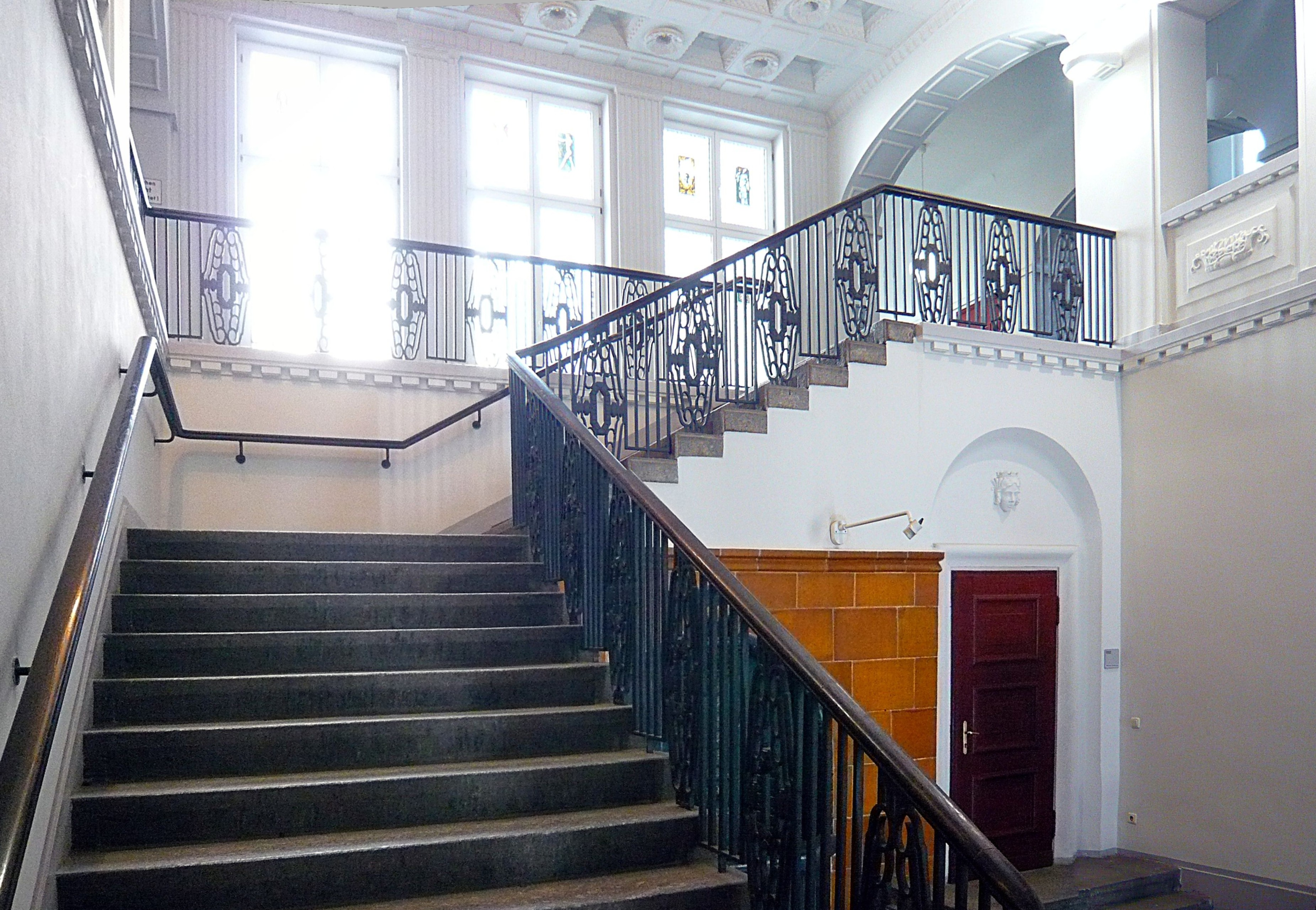
Rathausfoyer mit Wandbrunnen und Treppe

Im Eingangsbereich befindet sich ein mit blauen und orangen Keramiken gestalteter Trinkbrunnen. Die Eingangshalle wird von der monumentalen Treppe mit schmiedeeisernem Geländer dominiert. Sie führt bis in das zweite Stockwerk und endet in einer Farbigen Kassettendecke, gestiftet von den Stadträten W. Brückner und G. Ebert sowie dem Buchhändler K. Schmeil und angefertigt nach Entwürfen von Josef Goller aus Dresden. In der ersten Etage befinden sich unter anderem das Standesamt und der „Saal der Stadtverordneten“, in den eine dunkel getönte Eichentür mit sparsamem Schnitzwerk führt. Der große Ratssaal ist mit gebeizten Paneelen verkleidet, besitzt pastellfarbige Bleiglasfenster und ein Gemälde von Carl Lange aus Chemnitz, das den Neustädter Bergaufzug, die Gründung des heutigen Ortsteils von Johanngeorgenstadt, zeigt. Der Saal wird außer für Sitzungen der Stadtverwaltung auch für Kulturveranstaltungen genutzt. Auch die hölzerne „Trausaaltür“ ist sparsam geschmückt. Über ihr befindet sich ein geschnitztes Stadtwappen.

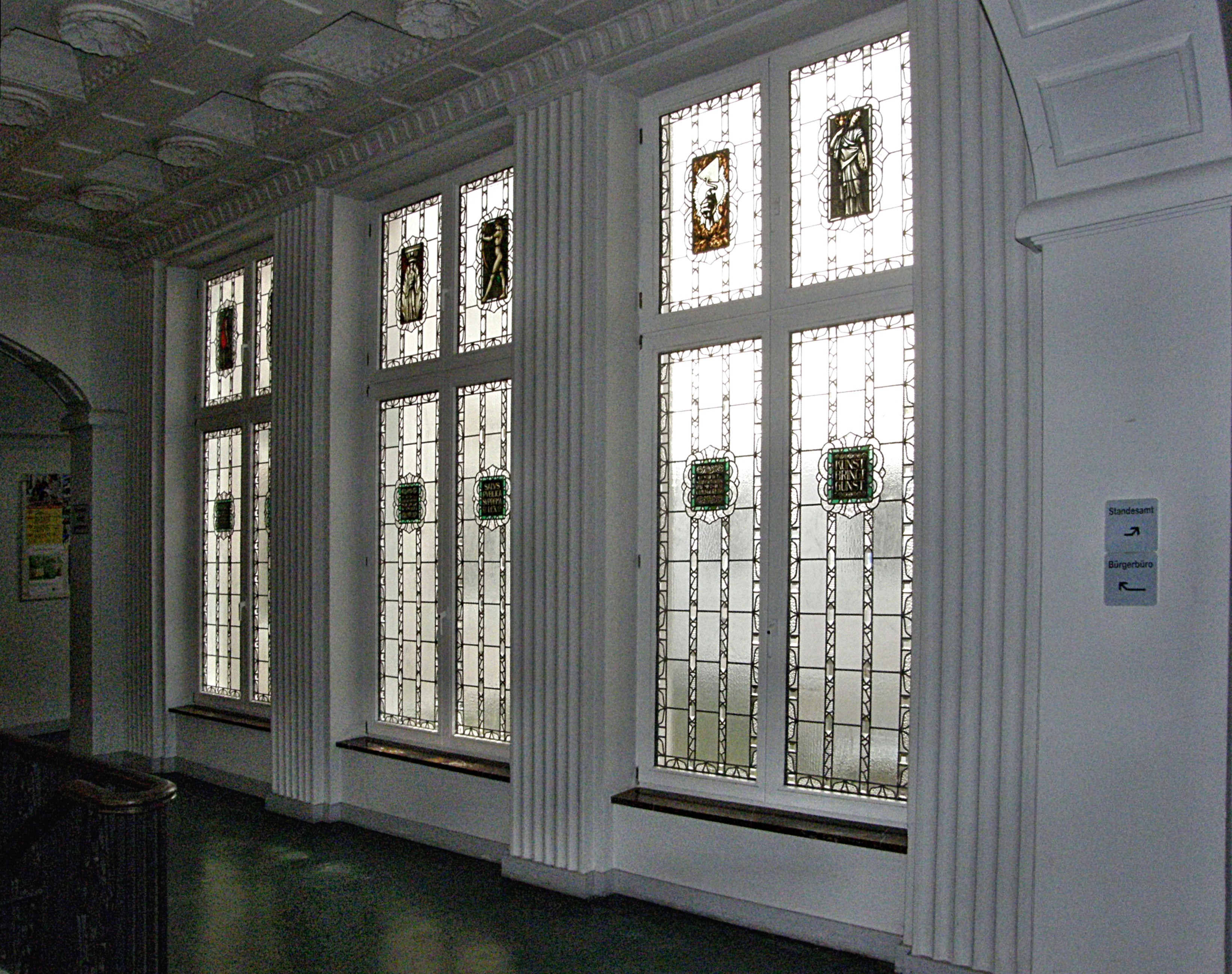
Fensterbeispiele

Weitere Schmuckelemente in den Umgängen wie Türen, Stuckdecken oder Fenster sind hauptsächlich im Jugendstil ausgeführt. Hierbei sind besonders die zartfarbigen floralen Darstellungen auffallend. An der Finanzierung und Ausgestaltung beteiligten sich Handwerkerinnungen, Vereine oder wohlhabende Bürger durch Spenden.

### Rathaus-Glockenspiel

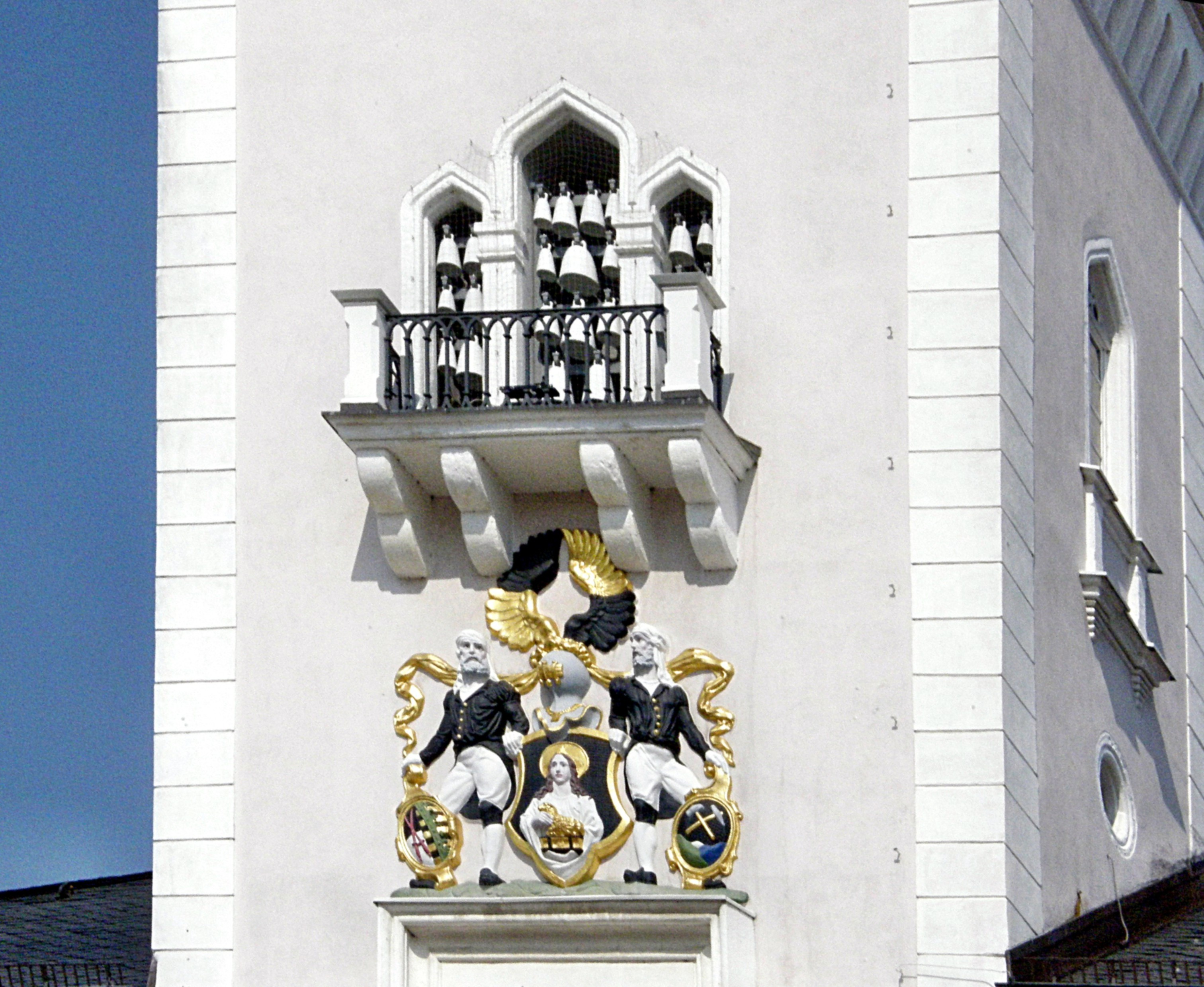
Ansicht des Glockenspiels und des Gusswappens von außen

Das Porzellan-Glockenspiel im Rathausturm wurde im Zusammenhang mit dem 525. Jubiläum der Verleihung der Stadtrechte und dem 510. Bergstreittag am 22. Juli 2006 feierlich eingeweiht und erhielt den Namen „Veit Hans Schnorr von Carolsfeld-Glockenspiel“. Damit wurden die Verdienste des Veit Hans Schnorr von Carolsfeld bei der Entwicklung der Erzgebirgsregion gewürdigt. Die Basis bildete der Ankauf eines kompletten Satzes von 25 Glocken aus Meißner Porzellan im Jahr 1961 durch die Schneeberger Stadtverwaltung. Sie wurden jetzt zu einem Ensemble vereinigt, das 24 Glocken mit einem Tonumfang in zwei Oktaven umfasst. Das Glockenspiel wurde zum Teil durch Spenden finanziert. Tafeln zur Entstehung und mit den Namen aller Spender befinden sich im Foyer des Rathauses. Zwischen dem Hohen Neuen Jahr und Mitte März wird das Spiel witterungsbedingt ausgeschaltet, bei starkem Frost ebenfalls. In der übrigen Zeit erklingen zu bestimmten festen Zeiten verschiedene Melodien.

## Umgebung
Unmittelbar vor dem Portal zum Rathaus wurden modern gestaltete Bänke um mehrere ebenerdige Sprudelfontänen im Zentrum aufgestellt. Der anfangs begrünte Platz mit einer Ausdehnung von etwa 115 × 115 × 50 Meter (annähernd dreieckig) wird zweimal wöchentlich für seinen ursprünglichen Zweck als Marktplatz mit mobilen Verkaufsständen genutzt. Noch in den 1940er Jahren standen zwei Laubbäume in der Mitte. In der Adventszeit findet hier der Schneeberger Weihnachtsmarkt statt, auf dem die Weihnachtspyramide aufgestellt wird und gelegentlich auch Künstler oder Musiker auftreten.
Rund um den renovierten Markt sind einige historische und unter Denkmalschutz stehende Gebäude erhalten wie das Brotmännelhaus (18. Jh.), das Jungnickelhaus oder das Bockhaus (1725).
Die Rückseite des Rathauses grenzt an den Fürstenplatz mit weiteren renovierten historischen Bauwerken.